# 东神户大桥
东神户大桥（Higashi Kōbe Ōhashi）是位于日本兵库县神户市东滩区的一座斜拉桥，于1992年开通，大桥主跨长485米，跨越大阪湾内的东神户港水道，连接深江滨町与鱼崎滨町，是阪神高速道路5号湾岸线的一部分。桥上承载六车道高速公路，上下两层分别单向行驶（上层为西行线三车道，下层为东行线三车道），设计车速为80千米/小时。
东神户大桥为三跨连续钢斜拉桥，桥长885米，跨径布置为200+485+200米，桥宽13.5米，H型桥塔高146.5米，主梁采用华伦式桁架结构，高9米，桥下通航净高36.4米，净宽455米。